# Polevskoi
Polevskoi (em russo: Полевской) é uma cidade em Sverdlovsk Oblast, da Rússia, localizada a cerca de 50 km a sudoeste de Ecaterimburgo. A sua população tem vindo a crescer, tendo 66761 em 2002, 60000 em 1974 e 25000  em 1939. Esta cidade é também o ponto mais oriental da Europa.

## História
A cidade é conhecida pela sua Montanha Dumnaya, onde está situado um monumento em memória daqueles que morreram lutando contra o exército de Kolchak. O Dumnaia e os seus arredores também são mencionados em muitos contos por Pavel Bajov. 
A cidade foi fundada no primeiro trimestre do século XVIII devido às minas de cobre lá existentes. A primeira mina foi criado em 1702, e o desenvolvimento comercial teve início em 1718. Em 1724-1727, uma fábrica foi construída para processar o cobre. 
A cidade moderna abrange os territórios dos antigos assentamentos de Gumechki, Polevskoi, e Severski.